# سفت‌کنه سه‌گوشه‌سر
سفت‌کنهٔ سه‌گوشه‌سر (نام علمی: Ixodes trianguliceps) نام یک گونه از راسته کنه است.
میزبان آن جانورانی نظیر موش‌ها، حشره خوار‌ها، جوجه تیغی، روباه، سنجاب، موش کور، خرگوش و خرگوش‌های صحرایی است، همچنین انسان و اسب نیز جز میزبانان معمول آن هستند.
غالباً در کشورهای اروپایی نظیر، بلژیک، دانمارک، فرانسه، آلمان، هلند، ایرلند، لهستان، نروژ، سوئد، سوئیس، بریتانیا و جنوب اسپانیا یافت می‌شود.